# Evgeni Gross
Evgenii Fedorovich Gross (Kolpino, São Petersburgo, 1897 — 1972) foi um físico soviético.
Trabalhou com óptica e espectroscopia da matéria condensada.
Graduado na Universidade Estatal de São Petersburgo em 1924. Foi membro correspondente da Academia de Ciências da União Soviética em 1946.

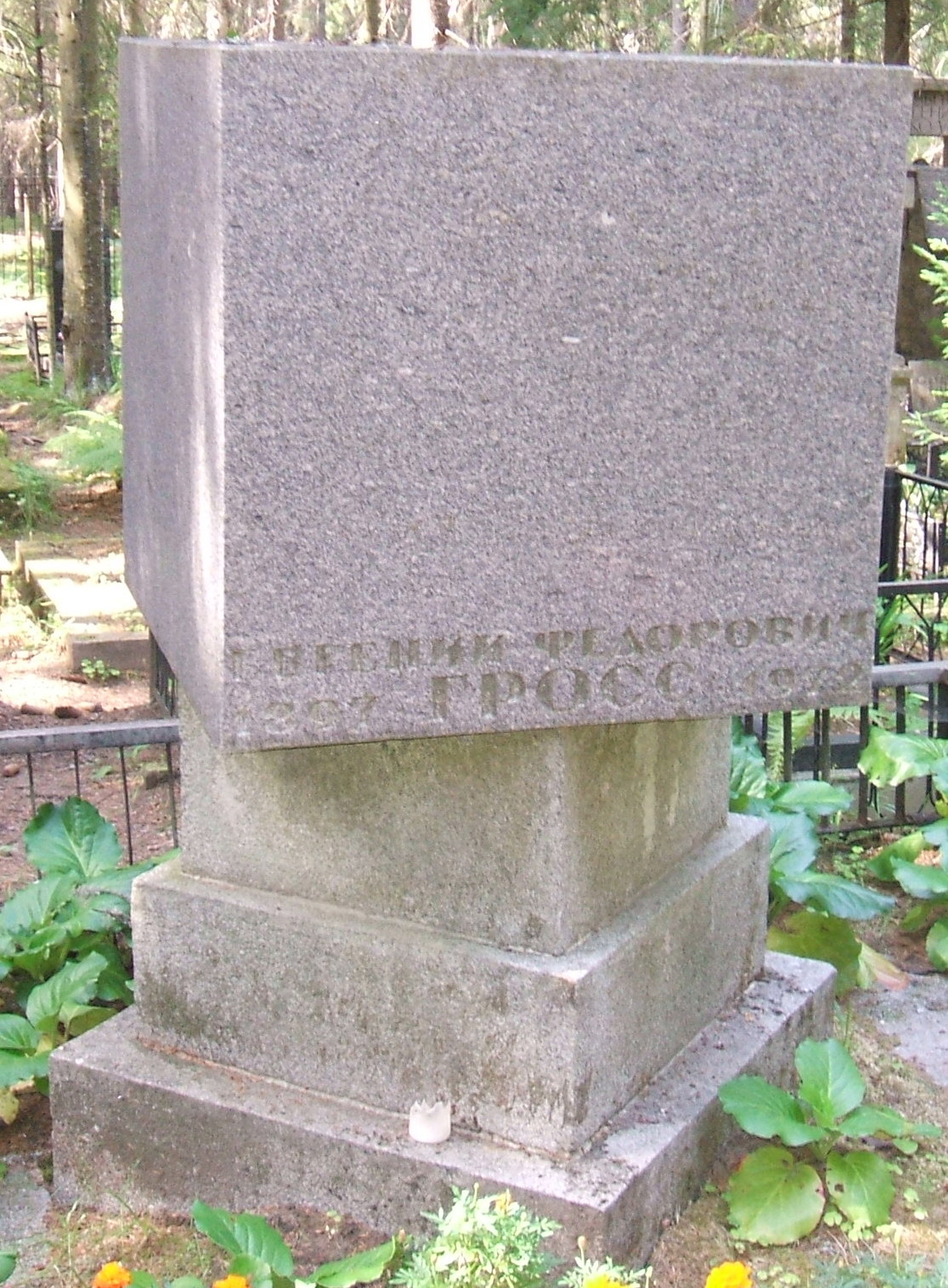
Sepultura no cemitério de Komarovo

Foi sepultado no cemitério de Komarovo.